# Triomicrus algon
Espèce
Triomicrus algon est une espèce de coléoptères de la famille des Staphylinidae et de la sous-famille des Pselaphinae.

## Répartition et habitat
Cette espèce est décrite de Chine, dans la province du Sichuan, sur le mont Emei aux alentours de 1200 m d'altitude,.